# DNS-polimeráz μ
A DNS-polimeráz μ (röviden Pol μ) eukarióta DNS-polimeráz, melyet a POLM gén kódol.

## Szerkezet
A Pol μ N-terminális BRCT- (9–109. aminosav), 8 kDa-os (137–231.), ujj- (231–288.), tenyér- (288–424.) és hüvelykujjdoménből áll (424–494). A három C-terminális domén együtt alkotja a kézmotívumot.
Egy kör biztosítja a létrehozó és a DNS utasította szintézis közti váltást, mely révén terminális transzferázként tud működni. Ennek deléciójakor a Pol μ nem rendelkezik TdT-aktivitással, de jobban köt a DNS-hez és jobb a templátfüggő polimerizációja. A TdT 1. körének hozzáadása TdT-aktivitást mutat kisebb templátfüggő polimerizáció mellett. E kör nem szükséges a templátáthelyezéshez és a primerátrendezéshez.

## Funkció
A Pol μ a DNS-polimerázok X-családjának tagja. A sérült vagy hiányzó nukleotidok reszintézisében vesz részt nem homológ végcsatlakoztatással (NHEJ) történő DNS-javítás során. A Pol μ a Kuval és a DNS-ligáz IV-gyel kölcsönhat, melyek szintén részt vesznek a NHEJ-ben. Szerkezetileg és funkcionálisan a Pol λ rokona, melyhez hasonlóan BRCT-doménnel rendelkezik, mely feltehetően a többi DNS-javító fehérjével való kölcsönhatást mediálja. A Pol μ a Pol λ-val ellentétben bázist tud hozzáadni egy tompa véghez, melynek templátja a törés túloldalán lévő nukleotidtöbblet. A Pol μ a terminális dezoxinukleotidil-transzferáz (TdT), egy DNS-végekhez véletlenszerű nukleotidokat a V(D)J-rekombináció során hozzáadó DNS-polimeráz rokona. E folyamat okozza a B- és T-sejt-receptorok diverzitását gerincesekben. A TdT-hez hasonlóan a Pol μ részt vesz a V(D)J-rekombinációban, de csak könnyűlánc-átrendezések során. Ebben eltér a nehézlánc-átrendezésben érintett Pol λ-tól.
A Pol μ az egyetlen ismert DNS-polimeráz, mely képes nem komplementer kettősszál-törések javítására. Ridegsége és csekély cukorszelektivitása teszi lehetővé a DNS-ligációhoz szükséges DNS-szubsztrátokat NHEJ során. Az olyan nagy adduktumokon is át tud haladni, mint a benzo[a]pirén-N2-dG vagy az N2-acetilaminofluorenilguanin. Ezenkívül a cisz-szin-timindimerekkel szemben is képes transzléziós szintézisre, azonban a tiszta Pol μ nem képes a templátban lévő (6–4) fototerméken áthaladni.
A Pol μ kevéssé különbözteti meg a ribo- és a dezoxiribonukleotidokat.

## POLM-mutáns egerek
A Pol μ-mutáns egerekben a vérképzősejt-fejlődés több perifériás és csontvelő-sejtpopulációban károsult – mintegy 40%-kal csökkent csontvelősejtszámot okoz számos vérképzősejt-vonalnál. A vérképző progenitorsejtek bővülési potenciálja is kisebb. E jellemzők összefüggnek a csökkent kettősszáltörés-javítással a vérképző szövetben. A teljes test γ-besugárzása azt mutatja, hogy a Pol μ fontos más, a vérképző szövethez nem kapcsolódó szövetekben is. Így a Pol μ fontos a genetikai stabilitásban a vérképző és a nem vérképző szövetben is.
A POLM-knockout egerek sokkal tovább képesek tanulásra és hosszútávú potenciációra, mint a vad típusúak, ami összefügghet a hibára hajlamos DNS-javítás csökkenésével és a hatékonyabb mitokondriumokkal. Ezen egerek kevesebb jelét mutatták az öregedésnek a vad típusnál.

## Klinikai jelentőség

### Tumorok
A B-sejtes nem Hodgkin-limfóma jelentősen nagyobb mértékben expresszálja a Pol μ-mRNS-t, mint az egészséges szövet. Hibára való hajlama és a perifériás limfoid szövetben lévő B-sejtekben való jelenléte alapján a B-sejtes limfomagenezisben szerepet játszhat. Chiu et al. 2002-ben közeli kapcsolatot mutattak ki a Pol μ-expresszió és a nem Hodgkin-limfómák közt, melynek alapja az enzim hibahajlama.
A Pol μ mintegy 50-szer nagyobb hatékonysággal illeszt a 8-oxoguaninnal szembe adenint, mint citozint, mutációt okozva.

## Fordítás
Ez a szócikk részben vagy egészben  a   DNA polymerase mu című angol Wikipédia-szócikk ezen változatának fordításán alapul.  Az eredeti cikk szerkesztőit annak laptörténete sorolja fel. Ez a jelzés csupán a megfogalmazás eredetét és a szerzői jogokat jelzi, nem szolgál a cikkben szereplő információk forrásmegjelöléseként.